# Боґданець (Мазовецьке воєводство)
Боґданець (пол. Bogdaniec) — село в Польщі, у гміні Сохачев Сохачевського повіту Мазовецького воєводства.